# Robert Williams (actor)
Robert Williams (15 de septiembre de 1894 – 3 de noviembre de 1931) fue un actor teatral y cinematográfico de nacionalidad estadounidense. Es más conocido por su único papel protagonista en el cine, el que hizo en la comedia romántica de 1931  Platinum Blonde, junto a Loretta Young y Jean Harlow. Williams falleció tres días después del estreno de la película.

## Biografía

### Carrera
Nacido en Morganton, Carolina del Norte en 1894 (algunas fuentes afirman que nació en 1897 o 1899), Williams dejó su casa a los 11 años de edad para formar parte de un show itinerante. Más adelante trabajó en showboats en el Misisipi antes de abrirse camino en Nueva York. Tras actuar en varias producciones teatrales, Williams consiguió un papel en Eyes of Youth, pieza protagonizada por Marjorie Rambeau, con una interpretación que fue su gran oportunidad y que le sirvió para darse a conocer. Sin embargo, su carrera hubo de suspenderse al incorporarse al Ejército de los Estados Unidos, sirviendo en el Regimiento de Infantería 166 durante la Primera Guerra Mundial. A su vuelta a los Estados Unidos, Williams retomó su actividad artística. En 1922 hizo su debut en el circuito de Broadway con la popular comedia Abie's Irish Rose, y actuó además en That French Lady, Scarlet Pages, y Love, Honor and Betray.
Tras encarnar a Johnnie Coles en la obra Rebound en 1930, Williams fue elegido por el director Edward H. Griffith para retomar el papel en la versión cinematográfica. Recibió críticas favorables por su trabajo, y a esa película le siguió el film Devotion, también estrenado en 1931. A finales de ese año, Williams fue elegido para hacer su primer papel protagonista, en la comedia romántica Platinum Blonde, en la que actuaban Loretta Young y Jean Harlow. Fue su última actuación en el cine.

### Vida personal
Williams se casó tres veces. Su primer matrimonio fue con la cantante Marion Harris en 1921. La pareja tuvo una hija, Mary Ellen. Williams y Harris se divorciaron en 1922. En marzo de 1924 se casó con la actriz Alice Lake, de la que separó tres veces antes de divorciarse en 1925. En el momento de su muerte, Williams estaba casado con la actriz Nina Penn.
El 3 de noviembre de 1931, tres días después del estreno de Platinum Blonde, Williams falleció a causa de un peritonitis en el Hollywood Hospital, tras haber sido operado la semana anterior en dos ocasiones para tratar una apendicitis. Fue enterrado en el Cementerio Forest Lawn Memorial Park de Glendale (California).

## Teatro en Broadway
| Fecha                                     | Producción              | Papel                  |
| ----------------------------------------- | ----------------------- | ---------------------- |
| 23 de mayo de 1922 – 1 de octubre de 1927 | Abie's Irish Rose       | Abraham Levy           |
| 22 de diciembre de 1924 – febrero de 1925 | Milgrim's Progress      | Sam Milgrim            |
| septiembre de 1926                        | Kept                    | Norman Henderson       |
| 15 de marzo – abril de 1927               | That French Lady        | Fred Kraft             |
| 19 de septiembre – octubre de 1927        | The Trial of Mary Dugan | Personaje en el juicio |
| 26 de septiembre de 1927 – abril de 1928  | Jimmie's Women          | Jimmie Turner          |
| 9 de septiembre – noviembre de 1929       | Scarlet Pages           | Robert Lawrence        |
| 3 de febrero – mayo de 1930               | Rebound                 | Johnnie Coles          |
| 12 de marzo – abril de 1930               | Love, Honor and Betray  | Joven                  |

## Filmografía
| Año  | Título                  | Director              | Papel                        | Observaciones |
| ---- | ----------------------- | --------------------- | ---------------------------- | ------------- |
| 1914 | The Vengeance of Winona | Frank Montgomery      | Kite – Cómplice de Black Dog |               |
| 1920 | Thoughtless Women       | Daniel Carson Goodman | El hijo                      |               |
| 1928 | Two Masters             | Edmund Lawrence       |                              |               |
| 1931 | The Common Law          | Paul L. Stein         | Sam                          |               |
| 1931 | Rebound                 | Edward H. Griffith    | Johnnie Coles                |               |
| 1931 | Devotion                | Robert Milton         | Norman Harrington            |               |
| 1931 | Platinum Blonde         | Frank Capra           | Stew Smith                   |               |